# Брешія (футбольний клуб)
«Брешія» (італ. Brescia Calcio) — італійський футбольний клуб з міста Брешія. Виступає в Серії B. Заснований у 1911 році. Домашні матчі проводить на стадіоні «Маріо Рігамонті», який вміщає 27 547 глядачів. Команда 4 рази вигравала Серію В у 1965, 1992, 1997 та 2019 роках. У 2001 році команда стала фіналістом Кубка Інтертото.
Клуб має рекорд за загальною кількістю сезонів (61) і послідовними сезонами (18, з 1947—48 по 1964—65 ) в серії B, яку вони виграли чотири рази. Їхній найкращий фініш у Серії А прийшов у сезоні 2000–2001, коли вони посіли восьме місце. На початку третього тисячоліття, очолюваного переможцем 1993 року «Баллон д'Ор» Роберто Баджо , клуб також двічі проходив на Кубок Інтертото , досягнувши фіналу в 2001 році, але зазнавши поразки від команди « Пари Сен Жермен» .
Колір команди - блакитний і білий. Її стадіон - це 16 743 місць Stadio Mario Rigamonti.

## Поточний склад
Станом на 23 жовтня 2024
| №  | Поз. | Нац.     | Гравець          |
| -- | ---- | -------- | ---------------- |
| 1  | ВР   | Італія   | Лука Леццеріні   |
| 4  | ПЗ   | Італія   | Фабріціо Пагера  |
| 6  | ПЗ   | Бельгія  | Матіас Веррет    |
| 8  | ПЗ   | Ісландія | Біркір Б'яднасон |
| 9  | НП   | Італія   | Флавіо Б'янкі    |
| 11 | НП   | Італія   | Габріеле Мончіні |
| 12 | ВР   | Італія   | Мікеле Авелла    |
| 15 | ЗХ   | Італія   | Андреа Чистана   |
| 16 | НП   | Мальта   | Трент Бухаг'яр   |
| 18 | ЗХ   | Швеція   | Александер Яллов |
| 19 | ЗХ   | Італія   | Нікколо Коррадо  |

| №  | Поз. | Нац.   | Гравець                  |
| -- | ---- | ------ | ------------------------ |
| 20 | НП   | Італія | Партік Нуама             |
| 22 | ВР   | Італія | Лоренцо Андреначчі       |
| 23 | ПЗ   | Італія | Ніколас Галацці          |
| 24 | ЗХ   | Італія | Лоренцо Дікманн          |
| 25 | ПЗ   | Італія | Дімітрі Бізолі (капітан) |
| 26 | ПЗ   | Італія | Массімо Бертаньйолі      |
| 27 | ПЗ   | Італія | Джакомо Ольцер           |
| 28 | ЗХ   | Італія | Давіде Адорні            |
| 29 | НП   | Італія | Дженнаро Борреллі        |
| 32 | ЗХ   | Італія | Андреа Папетті           |
| 39 | ПЗ   | Італія | Мікеле Бесаггіо          |

## Досягнення
Серія B
Переможець: 1964-65, 1991-92, 1996-97, 2018-19

## Відомі гравці
- Роберто Баджо
- Жузеп Гвардіола
- Лука Тоні
- Георге Хаджі
- Андреа Пірло
- Кубілай Тюрк'їлмаз
- Франселіну Матузалем
- Панайотіс Коне

## Відомі тренери
- Мірча Луческу